# Aphrophantis
Aphrophantis är ett släkte av fjärilar. Aphrophantis ingår i familjen Crambidae.
Kladogram enligt Catalogue of Life:
| Aphrophantis | \| \| Aphrophantis tridentata \| \| \| \| \| \| Aphrophantis velifera \| \| \| \| |
|              | \| \| Aphrophantis tridentata \| \| \| \| \| \| Aphrophantis velifera \| \| \| \| |
|              | Aphrophantis tridentata                                                           |
|              |                                                                                   |
|              | Aphrophantis velifera                                                             |
|              |                                                                                   |